# Із'єдугіно
Із'єду́гіно (рос. Изъедугино) — село у складі Шатровського району Курганської області, Росія. Адміністративний центр Із'єдугінської сільської ради.
Населення — 202 особи (2010, 299 у 2002).
Національний склад станом на 2002 рік: росіяни — 99 %.